# UTC-6
UTC−6 je jedna od vremenskih zona. Koristi se na sljedećim područjima:

## Kao standardno vrijeme (cijelu godinu)
Središnja Amerika:
- Belize
- Kostarika
- Salvador
- Gvatemala
- Honduras
- Nikaragva

- Istočni Tihi ocean:
- Čile
  - Uskršnji otok
- Ekvador
  - Galapagos

Sjeverna Amerika: 
- Kanada
  - Saskatchewan (osim Lloydminstera i okolnog područja)

## Kao standardno vrijeme (sjeverna hemisfera - zimi)

### Središnje standardno vrijeme
- Kanada
  - Manitoba
  - Nunavut (središnji dio)
  - Ontario (zapadni dio)

- SAD
  - Alabama, Arkansas, Illinois, Iowa, Louisiana, Minnesota, Mississippi, Missouri, Wisconsin, Oklahoma
  - Kansas, Nebraska, North Dakota,  South Dakota, Tennessee, Texas (veći dio)
  - Florida, Indiana, Kentucky, Michigan (zapadni dijelovi)

- Meksiko
  - središnji i istočni dijelovi (veći dio države)

## Kao ljetno vrijeme (sjeverna hemisfera - ljeti)

### Planinsko ljetno vrijeme
- Kanada
  - Alberta
  - Britanska Kolumbija  (jugoistočni dio)
  - Sjeverozapadni teritoriji (veći dio teritorija)
  - Nunavut (zapadni dio)
  - Saskatchewan - samo Lloydminster i okolno područje

- SAD
  - Colorado, Montana, New Mexico, Utah, Wyoming
  - Nacija Navajo u Arizoni
  - Idaho (južni dio)
  - Kansas, Nebraska, South Dakota, Texas (zapadni dijelovi)
  - North Dakota (jugozapadni dio)
  - Oregon, Nevada (istočni dijelovi)

- Meksiko
  - Baja California Sur
  - Chihuahua
  - Nayarit (veći dio savezne države)
  - Sinaloa